# Nikolaus August Otto
Nikolaus August Otto (Holzhausen an der Haide, 1832. június 10. – Köln, 1891. január 26.) német feltaláló, aki először konstruált működőképes négyütemű belsőégésű motort, amelyet róla neveztek el Otto-motornak, majd üzemanyaga után benzinmotornak.

## Életrajz és munkásság
Nikolaus August Otto egy farmer és helyi postahivatalnok fiaként született. Később jegyzőként és írnokként is dolgozott. 1861-től kezdődően foglalkozott különböző motorok megvalósíthatóságán, a belső égésű motor működési elve már ekkor megfogant benne, de még nem tudta azt a gyakorlatban is megvalósítani. 1863-ban készült el az első gázmotorja. 1864-ben alapította meg a világ első motorgyárát Eugen Langennel közösen, aminek N. A. Otto & Cie volt a neve, ez vált aztán Gasmotoren-Fabrik Deutz AG-vé, mely ma is létezik Deutz AG néven. 1867-ben a párizsi világkiállításon mutatták be az elkészült gázmotort, amiért aranyérmet kaptak.

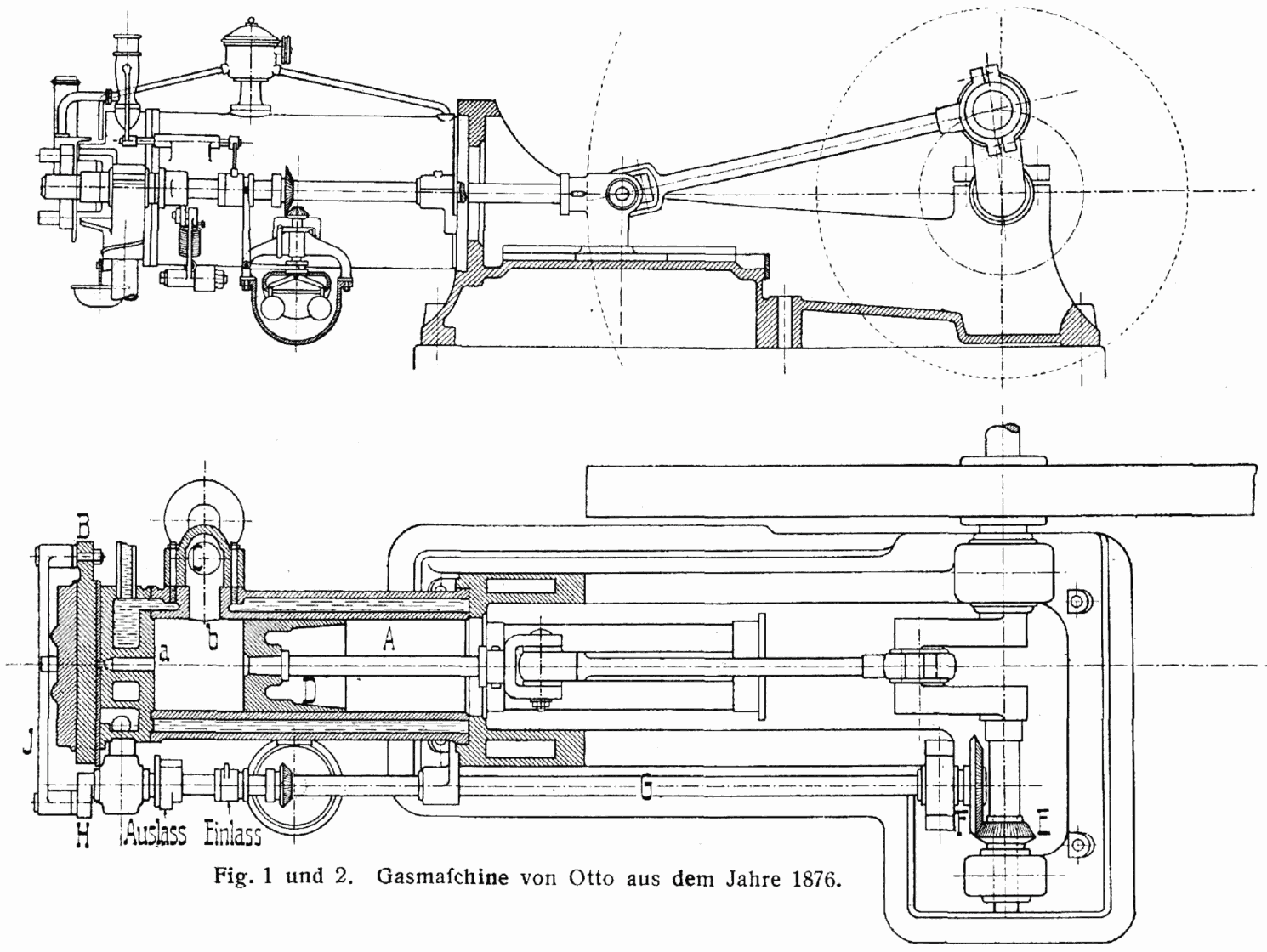
Otto gázmotorjának ábrája

1876-ban Langen támogatásával első ízben sikerült megalkotnia egy működőképes négyütemű benzinmotor prototípusát. Bár a négyütemű motor elvét Alphonse Beau de Rochas francia mérnök már 1862-ben feltalálta, amit szabadalmaztatott is, a megvalósítás Otto érdeme, aki amúgy Rochas-tól függetlenül, magától jött rá a működés elvére. Emiatt később szabadalmi vitákba is keveredett Rochas-szal, mivel nem tudott a francia szabadalmáról és ez csalódással töltötte el. Ettől függetlenül a megépített motor 1877. augusztus 4-én szabadalom alá került a Császári Szabadalmi Hivatal által, bár nem Otto, hanem a Deutz gyár neve alatt, de a feltalálás elsőbbsége körüli tisztázatlan állapotok miatt a szabadalmát hosszú évekre felfüggesztették. 1886 és 1889 között különböző jogi vitái voltak Rochas-szal és Christian Reithmann áccsal és órásmesterrel, aki szintén a motor feltalálójának mondta magát. Végül azonban Ottót állapították meg a négyütemű motor feltalálójának, amiben nagy szerepe volt annak, hogy a többiek csak elgondolásokkal rendelkeztek, míg a működő, vizsgálható, diagnosztizálható motort magát ténylegesen Otto építette meg a világon elsőként.
Otto-t a Würzburgi Egyetem filozófiai kara 1882-ben tiszteletbeli doktorrá avatta.

## Fordítás
- Ez a szócikk részben vagy egészben  a   Nicolaus Otto című német Wikipédia-szócikk fordításán alapul.  Az eredeti cikk szerkesztőit annak laptörténete sorolja fel. Ez a jelzés csupán a megfogalmazás eredetét és a szerzői jogokat jelzi, nem szolgál a cikkben szereplő információk forrásmegjelöléseként.